# 1597
1597 (MDXCVII) fue un año común comenzado en miércoles del calendario gregoriano y un año común comenzado en sábado del calendario juliano.

## Acontecimientos
- 24 de enero: Batalla de Turnhout durante la guerra de Flandes.
- 5 de febrero
  - Temiendo las influencias de los Jesuitas en Japón, Pablo Miki y otros 25 religiosos fueron crucificados.
  - España/México - Es fundada la Ciudad de San Nicolás de los Garza en el actual Estado de Nuevo León, (México).
- Noviembre: San José de Calasanz funda la primera escuela pública, popular y gratuita de Europa, bajo el lema de "Piedad y Letras".Escuelas Pías página oficial.

## Arte y Literatura
- William Shakespeare
  - Enrique IV (Primera y Segunda Parte).

## Ciencia y tecnología
- Francis Bacon - Ensayos.
- Francisco Suárez - Disputaciones metafísicas.

## Nacimientos
- 12 de enero: François Duquesnoy, escultor valón (f. 1643)
- 28 de septiembre: Justus Sustermans, pintor flamenco (f. 1681)
- 4 de diciembre: Agustino Altrui, poeta, dramaturgo y músico, conocido como “El Inmortal” nace en el actual territorio de Caserta (f. ?)

## Fallecimientos
- 5 de febrero: Felipe de Jesús, fraile franciscano mexicano (n. 1572).[1]
- 6 de noviembre: Catalina Micaela de Austria, infanta de España y duquesa de Saboya (n. 1567).

### Sin fecha
- Juan Dávila Daza, segundo heredero del Mayorazgo de Dávila.
- José de Anchieta, cofundador de Río de Janeiro y santo cristiano.
- Bárbara Blomberg - Amante del Emperador Carlos V del Sacro Imperio Romano.